# Graphomya maculata
Espèce
Graphomya maculata, la graphomyie tachetée, est une espèce d'insectes diptères brachycères de la famille des Muscidae.

## Distribution
Largement répandue en Europe, cette espèce vit aussi en Afrique du Nord et au Proche-Orient.

## Description

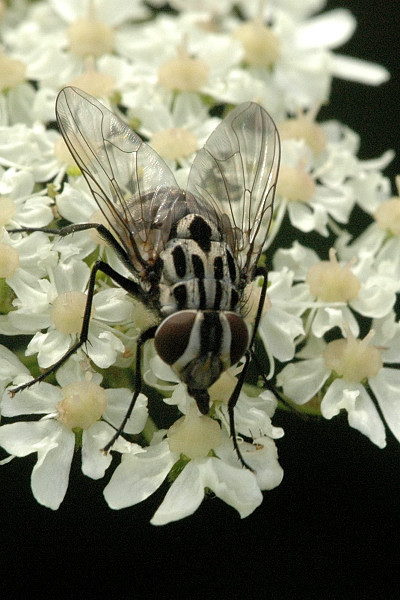
« Graphyomyie tachetée » - femelle.

Corps trapu, long de 6 à 9 mm, dessus du thorax tacheté avec quatre bandes longitudinales foncées (les deux médianes se rejoignent chez le mâle), yeux velus, mâle aux ailes légèrement teintées de jaune, à l'abdomen aux reflets brun-jaunâtre à rougeâtres, femelle aux ailes jaunes seulement à la base, à l'abdomen grisâtre.
La quatrième nervure longitudinale de l'aile est nettement recourbée et longe le bord postérieur de l'aile vers son extrémité distale (c'est un critère important pour la distinction avec des espèces proches).

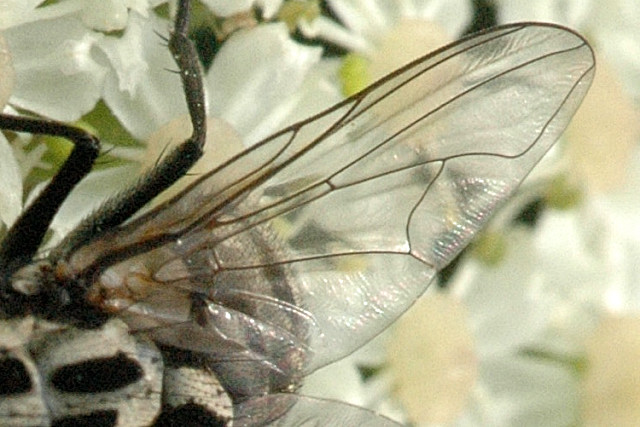
Détails de l'aile (ici d'une femelle)

## Écologie
Les adultes, visibles de mai à octobre en France, butinent les fleurs, en particulier des apiacées (ombellifères) souvent en sous-bois clair ou en lisière. Les larves, prédatrices, vivent dans la boue ou dans la litière humide et se nourrissent de petits invertébrés. 